# Weremowice
Weremowice – wieś w Polsce, położona w województwie lubelskim, w powiecie chełmskim, w gminie Chełm.
W latach 1975–1998 miejscowość administracyjnie należała do województwa chełmskiego. 
Wieś stanowi sołectwo gminy Chełm. Według Narodowego Spisu Powszechnego (III 2011 r.) liczyła 329 mieszkańców i była dwunastą co do wielkości miejscowością gminy Chełm.
We wsi zabytkowy młyn nad rzeką Uherką, sklep spożywczy, budynek dawnej szkoły podstawowej. W Weremowicach znajduje się parking i miejsce cumowania łodzi wędkarskich na zalewie Żółtańce.
Wierni Kościoła rzymskokatolickiego należą do parafii Wszystkich Świętych w Nowych Depułtyczach.

## Historia
Miejscowość występuje pod niezmienioną nazwą począwszy od 1423 r..  Rejestr poborowy z 1531 r. podaje, że miejscowość należała do Parafii Rozesłania Apostołów w Chełmie. Według Słownika geograficznego Królestwa Polskiego w wieku XIX Weremowice to wieś w powiecie chełmskim, gminie Krzywiczki, parafii greckokatolickiej w Depułtyczach, łacińskiej w Chełmie. We wsi był młyn wodny. W 1827 r. było we wsi 39 domów i 122 mieszkańców. Przed 1884 r. wchodziły Weremowice w skład dóbr Uher posiadały wówczas 42 osady i mórg 1012.. Miejscowość występuje na mapie Józefa Michała Bazewicza (ilustrowany atlas Królestwa Polskiego z 1907 r.)